# 75 (tal)
75 (sjuttiofem) är det naturliga talet som följer 74 och som följs av 76.
- Hexadecimala talsystemet: 4B
- Binärt: 1001011
- Delbarhet: 1, 3, 5, 15, 25 och 75
- har primfaktoriseringen 3 och 52
- Summan av delarna: 124

## Inom matematiken
- 75 är ett udda tal.
- 75 är ett Keithtal
- 75 är ett nonagontal
- 75 är ett pentagonalt pyramidtal

## Inom vetenskapen
- Rhenium, atomnummer 75
- 75 Eurydike, en asteroid
- M75, klotformig stjärnhop i Skytten, Messiers katalog